# Groupe F des éliminatoires du Championnat d'Europe féminin de football 2022
 (juillet 2019).
Si vous disposez d'ouvrages ou d'articles de référence ou si vous connaissez des sites web de qualité traitant du thème abordé ici, merci de compléter l'article en donnant les références utiles à sa vérifiabilité et en les liant à la section « Notes et références ».
Navigation
Groupe E Groupe G
Cet article donne les résultats des matchs du groupe F des éliminatoires de l'Euro 2022. Le premier du groupe est directement qualifié pour l'Euro 2022. La deuxième équipe du groupe est qualifiée pour l'Euro si elle fait partie des trois meilleures deuxièmes, sinon, elle affrontera une autre équipe terminant deuxième via un tirage au sort, en match aller-retour.

## Classement
| Rang | Équipe    | Pts | J | G | N | P | Bp | Bc | Diff |  | Résultats (▼ dom., ► ext.) |     |     |     |     |     |
| ---- | --------- | --- | - | - | - | - | -- | -- | ---- |  | -------------------------- | --- | --- | --- | --- | --- |
| 1    | Suède     | 22  | 8 | 7 | 1 | 0 | 40 | 2  | +38  |  | Suède                      |     | 2-0 | 7-0 | 8-0 | 7-0 |
| 2    | Islande   | 19  | 8 | 6 | 1 | 1 | 25 | 5  | +20  |  | Islande                    | 1-1 |     | 1-0 | 4-1 | 9-0 |
| 3    | Slovaquie | 10  | 8 | 3 | 1 | 4 | 7  | 19 | -12  |  | Slovaquie                  | 0-6 | 1-3 |     | 0-0 | 2-0 |
| 4    | Hongrie   | 8   | 8 | 2 | 1 | 5 | 11 | 20 | -9   |  | Hongrie                    | 0-5 | 0-1 | 1-2 |     | 4-0 |
| 5    | Lettonie  | 0   | 8 | 0 | 0 | 8 | 2  | 39 | -37  |  | Lettonie                   | 1-4 | 0-6 | 1-2 | 0-5 |     |

## Résultats et calendrier
| 1re journée        | Islande | 4-1   | Hongrie |  |  |
| 29 aout 2019 20h45 |         | (1-1) |         |  |  |

| 2e journée             | Islande | 1-0   | Slovaquie |  |  |
| 2 septembre 2019 20h45 |         | (0-0) |           |  |  |

| 1er journée            | Lettonie | 1-4   | Suède |  |  |
| 3 septembre 2019 18h00 |          | (1-1) |       |  |  |

| 3e journée           | Hongrie | 0-4   | Suède |  |  |
| 4 octobre 2019 20h15 |         | (0-4) |       |  |  |

| 4 octobre 2019 | Lettonie | 1-2   | Slovaquie |  |  |
| 18h00          |          | (1-1) |           |  |  |

| 4e journée           | Lettonie | 0-6   | Islande |  |  |
| 8 octobre 2019 19h00 |          | (0-3) |         |  |  |

| 8 octobre 2019 | Suède | 7-0   | Slovaquie |  |  |
| 18h45          |       | (3-0) |           |  |  |

| 5e journée            | Slovaquie | 0-0   | Hongrie |  |  |
| 9 novembre 2019 15h00 |           | (0-0) |         |  |  |

| 2e journée             | Hongrie | 4-0   | Lettonie |  |  |
| 12 novembre 2019 20h00 |         | (2-0) |          |  |  |

| 7e journée              | Suède | 8-0   | Hongrie |  |  |
| 17 septembre 2020 18h45 |       | (1-0) |         |  |  |

| 8e journée              | Islande | 9-0   | Lettonie |  |  |
| 17 septembre 2020 20h00 |         | (6-0) |          |  |  |

| 9e journée              | Lettonie | 0-5   | Hongrie |  |  |
| 22 septembre 2020 17h00 |          | (0-3) |         |  |  |

| 22 septembre 2020 | Islande | 1-1   | Suède |  |  |
| 20h00             |         | (0-1) |       |  |  |

| 5e journée            | Suède | 7-0   | Lettonie |  |  |
| 22 octobre 2020 18h45 |       | (5-0) |          |  |  |

| 10e journée           | Hongrie | 1-2   | Slovaquie |  |  |
| 23 octobre 2020 20h00 |         | (0-0) |           |  |  |

| 27 octobre 2020 | Suède | 2-0   | Islande |  |  |
| 18h30           |       | (1-0) |         |  |  |

| 6e journée            | Slovaquie | 2-0   | Lettonie |  |  |
| 27 octobre 2020 18h00 |           | (2-0) |          |  |  |

| 7e journée             | Slovaquie | 1-3   | Islande |  |  |
| 26 novembre 2020 18h00 |           | (1-0) |         |  |  |

| 6e journée              | Hongrie | 0 - 1   | Islande |  |  |
| 1er décembre 2020 15h30 |         | (0 - 0) |         |  |  |

| 8e journée              | Slovaquie | 0 - 6   | Suède |  |  |
| 1er décembre 2020 18h00 |           | (0 - 4) |       |  |  |